# Acord de Nakuru
L'acord de Nakuru, signat el 21 de juny de 1975 a Nakuru (Kenya), va ser un intent de salvar el tractat d'Alvor, que va concedir Angola la independència de Portugal i va establir un govern de transició. Si bé l'acord de Nakuru va originar una treva entre els tres moviments nacionalistes, el Moviment Popular per a l'Alliberament d'Angola (MPLA), el Front Nacional d'Alliberament d'Angola (FNLA), i la Unió Nacional per a la Independència Total d'Angola (UNITA), era una treva fràgil que es va dissoldre el 9 de juliol de 1975.

## Negociació
Els tres principals líders separatistes, Agostinho Neto del MPLA, Jonas Savimbi d'UNITA i Holden Roberto del FNLA es van trobar a Nakuru del 15 al 21 de juny. El president de Kenya Jomo Kenyatta va moderar les negociacions. Els líders "denunciaren l'ús de la força com a mitjà per resoldre els problemes" i acordaren de nou deposar les armes i desarmar els civils.